# Inquisitor (jeu de figurines)
Pour les articles homonymes, voir Inquisitor.
Inquisitor est un jeu de figurines créé par Gavin Thorpe et publié par Games Workshop en 2001. Inquisitor se déroule dans l'univers futuriste de Warhammer 40,000, autre jeu de la société.
Games Workshop ne produit plus régulièrement de figurines pour Inquisitor depuis fin 2001. En cela, Inquisitor se rapproche plus des autres « jeux spécialistes » comme Necromunda ou Mordheim (pour lesquels la production de pièces originales s'étale sur quelques mois) que des « core games » de la gamme Games Workshop, Warhammer et Warhammer 40,000. 
Inquisitor se distingue avant tout des autres jeux de la gamme par la taille standard des figurines : elle est de 54 mm contre 28 mm pour la plupart des autres jeux. Cependant, l'échelle des distances dans le jeu étant de 1 mètre (ou 1 yard dans la version originale) pour un pouce, rien n'empêche les joueurs d'utiliser des figurines 28 mm. De plus, le jeu ne nécessite qu'un petit nombre de figurines pour jouer une partie dans de bonnes conditions (de l'ordre de cinq par joueur).

## Univers
L'action d’Inquisitor se déroule au 41e millénaire.
Sous l'impulsion d'un Empereur ayant depuis acquis un statut de quasi divinité, l'Humanité a édifié un Empire colossal : l'Imperium.
Le fonctionnement de l'Imperium est étroitement lié au culte de l'Empereur. Les institutions religieuses y jouissent d'un pouvoir politique et militaire gigantesque. En particulier l'Inquisition doit veiller à ce que les citoyens de l'Imperium soient protégés des déviations du culte officiel. Ces menaces sont de natures très diverses, au premier rang de celles-ci, les cultes dédiés aux Dieux du Chaos. Mais plus généralement, l'Église de l'Imperium (ou Ecclesiarchie) voit d'un mauvais œil les extraterrestres, ou même les individus qui développent des capacités psychiques surnaturelles (psykers).

## Le jeu
Inquisitor propose de diriger un Inquisiteur ainsi que ses hommes de main dans l'univers sombre du 41e millénaire.
L'Inquisition étant une organisation qui agit souvent dans l'ombre, ses membres ont appris à travailler aux frontières de la légalité, voire en dehors de toute forme de moralité. Les luttes de pouvoir au sein même de l'organisation, les ambitions individuelles poussent certains à se servir de ce qu'ils sont censés combattre pour arriver à leurs fins.
Le jeu met en scène des affrontements entre factions de l'Inquisition. Suivant l'histoire ou les caractéristiques qu'un joueur veut donner à la bande de son Inquisiteur, il est libre de sélectionner ses membres parmi une liste de personnages standards. L'équipement est lui aussi choisi à l'aide d'un système de liste.
Dans la majorité des jeux Games Workshop, chaque personnage ou équipement a un coût en points, et pour veiller à l'équilibre de la partie, les deux joueurs doivent aligner des armées ou des bandes de coûts comparables. Ce n'est pas le cas ici : les joueurs devront chercher par eux-mêmes un équilibre, car même si un barème de points existe, il n'est présent qu'à titre indicatif.
D'une manière générale, Inquisitor est un jeu de figurine très orienté « Roleplay » : une part importante de l'intérêt réside dans la liberté de construire une bande ayant une histoire, des motivations qui lui sont propres. Les règles préconisent même de confier l'arbitrage de la partie (et tout ce qui va avec : scénario…) à un maître de jeu, comme dans un jeu de rôle.
Il y a neuf caractéristiques principales (Capacité de Combat, Capacité de Tir, Force, Endurance, Initiative, Volonté, Sagacité, Sang-Froid et Commandement), basées sur une échelle de 100, même si certains personnages surhumains comme les Space Marines peuvent avoir des caractéristiques dépassant cette limite. Le jeu utilise donc, en plus des dés à 6 faces (D6) caractéristiques des wargames, des dés à 10 faces (D10), plus souvent utilisés par des jeux de rôle, notamment les deux éditions du jeu de rôle Warhammer.
Les mécanismes du jeu sont complexes et très détaillés : une séquence basée sur des points d'action déterminés séparément pour chaque combattant, choix d'armes dans une arsenal qui en compte plus de 100 avec une dizaine de tableaux de modificateurs de portée ou encore gestion de 5 niveaux de blessure sur 6 différents types de localisations avec des effets comme des commotions ou des hémorragies.
Divers articles parus dans les magazines White Dwarf ou Exterminatus (publié par Fanatic Press et désormais intégré dans le e-zine Fanatic Online) complètent les règles de base, permettant aux joueurs et aux maîtres de jeu de gérer des véhicules, d'incarner des Explorateurs de l'Adeptus Mechanicus, de simuler les effets des conditions environnementales.
De nombreux joueurs ont conçu des règles maisons afin de jouer des bandes exclusivement composés d'ennemis de l'Imperium, ce qui permet d'accroitre largement l'éventail de choix des personnages possibles, de réaliser des campagnes hors de l'opposition entre inquisiteurs. Par exemple certaines de ces règles traitent des cultes du chaos, y compris les mécanismes régissant les démons, sous forme physique (un peu comme dans les jeux de la série Doom) ou sous forme de possédés, en passant par les dons démoniaques. Les cultes genestealer et diverses races extraterrestres ont vu aussi leurs règles rédigées, y compris les Asservisseurs.

## Liste des figurines
La liste qui suit regroupe une bonne partie des figurines parues pour le jeu, mais n'est pas exhaustive. Certaines figurines se déclinent en plusieurs personnages possibles, par exemple le kit de l'Arcoflagellant Damien 1427 peut servir à assembler Damien 38X.
- Inquisition
  - Covenant (Inquisiteur de l'Ordo Malleus)
  - Répurgateur Tyrus (Inquisiteur de l'Ordo Hereticus)
  - Eisenhorn (Inquisiteur de l'Ordo Xenos)
  - Lady Jena Orechiel (Inquisitrice)
  - Ivixia Dannica (Inquisitrice de l'Ordo Malleus)
- Adeptus Astartes et Garde Impériale
  - Frère Artemis (Space Marine)
  - Sergent Stone (Vétéran de la Garde Impériale)
  - Sergent Dorian Black (Garde Impérial)
  - Major Jackson (Garde Impérial)
- Ecclésiarchie et cultes
  - Prêcheur Josef (Prêtre-Guerrier de l'Ecclésiarchie)
  - Dévot Malicant (Fanatique Rédemptioniste)
  - Severina et Sevora (Assassins du Culte de Parque)
  - Damien 1427 (Arco-Flagellant)
- Arbitrators et Assassins
  - Barbaretta (Agent de l'Inquisition)
  - Juge Jeremiah Pavo (Adeptus Arbites)
  - Assassin Callidus (Officio Assassinorum)
  - Assassin Eversor (Officio Assassinorum)
- Autres personnages Impériaux
  - Duc Von Castellan (Trafiquant)
  - "Slick" Devlan (Desperado)
  - Krieger "Krash" Thrax (Chrono-Gladiateur)
  - Magos Delphan Gruss (Adeptus Mechanicus)
  - Teodor Minodoya (Navis Nobilite)
- Mutants et personnages chaotiques
  - Quovandius (Mutant)
  - Cherubaël (Possédé)
  - Mynarc l'Impardonné (Magus du Chaos)
- Extra-terrestres
  - Krashrak le Traqueur (chasseur de primes extraterrestre)
  - Alanthrasil Swiftblade (Ranger Eldar)
  - Khibala Yusra (Mercenaire Kroot)